# Ihor Ilkiw
Ihor Bohdanowycz Ilkiw, ukr. Ігор Богданович Ільків (ur. 15 marca 1985 we Lwowie) – ukraiński piłkarz, grający na pozycji obrońcy, a wcześniej pomocnika.

## Kariera piłkarska
Wychowanek Szkoły Piłkarskiej Karpaty Lwów. Pierwszy trener - Wołodymyr Umaneć. Latem 2002 został piłkarzem Karpat, gdzie najpierw występował w trzeciej, a potem w drugiej drużynie. Przed rozpoczęciem sezonu 2005/06 przeszedł do Spartaka Iwano-Frankowsk. Kiedy latem 2007 Spartak został rozwiązany piłkarz przeniósł się do FK Lwów. W lutym 2011 jako wolny agent przeszedł do Obołoni Kijów. 27 lutego 2013 roku zasilił skład Nywy Tarnopol. Podczas perrwy sezonu 2014/15 wyjechał do Kanady na zaproszenie trenera Ihora Jaworskiego, gdzie został piłkarzem Atomic Select SC.

## Sukcesy i odznaczenia
- wicemistrz Pierwszej lihi Ukrainy: 2008